# Смирнова, Анастасия Сергеевна
Анастасия Сергеевна Смирнова (26 марта 1914, Прозорово, Ярославская губерния — 17 июня 1993, Прозорово, Ярославская область) — свинарка колхоза «Заря свободы» Брейтовского района, Ярославская область, Герой Социалистического Труда (1966).

## Биография
Родилась 26 марта 1914 года в селе Прозорово Мологского уезда Ярославской губернии (ныне — в Брейтовском районе Ярославской области) в крестьянской семье.
В 1920-е годы вступила в создаваемый в селе колхоз «Заря свободы» (позднее — колхоз «Прогресс»). До конца 1950-х годов работала в полеводческой бригаде колхоза.
С 1959 года работала на свиноферме, сначала свинаркой, затем — заведующей, стояла у истоков создания высокопродуктивной «брейтовки».
В 1965 и 1967 годах в составе делегации представляла брейтовскую породу свиней на ВДНХ СССР. Одна из её свиноматок демонстрировалась в Москве, на сельскохозяйственной выставке, и была признана чемпионом породы.
Указом Президиума Верховного Совета СССР от 22 марта 1966 года за достигнутые успехи в развитии животноводства, увеличении производства и заготовок мяса, молока, яиц, шерсти и другой продукции Смирновой Анастасии Сергеевне присвоено звание Героя Социалистического Труда с вручением ордена Ленина и золотой медали «Серп и Молот».
Умерла 17 июня 1993 года. Похоронена на кладбище села Прозорово.
Делегат XXIII съезда КПСС.

## Награды
- Герой Социалистического Труда (1966)
- Орден Ленина (1966)
- Орден Октябрьской Революции (1973)
- Медаль «За трудовую доблесть» (1960)